# Zeche Rudolph (Bochum)
Die Zeche Rudolph in Bochum ist ein ehemaliges Steinkohlenbergwerk. Das Bergwerk war auch unter dem Namen Zeche Rudolf bekannt.

## Bergwerksgeschichte
Im Jahr 1846 wurde ein Bohrschacht erstellt. Am 18. Januar des Jahres 1848 wurde ein Geviertfeld verliehen. Das Geviertfeld hatte eine Größe von einem Quadratkilometer. Das Bergwerk hatte jedoch keinen eigenen Schacht. Im Jahr 1870 wurde daher ein Lösungsvertrag mit der Zeche Vereinigte Constantin der Große geschlossen. In diesem Vertrag wurde die Zeche Constantin der Große berechtigt, die Kohlenvorräte im Grubenfeld der Zeche Rudolph abzubauen. Für die abgebauten Kohlen musste ein Entgelt entrichtet werden. Noch im selben Jahr begann man mit der Gewinnung. Im Jahr 1896 wurde ein neuer Vertrag mit der Zeche Vereinigte Constantin der Große geschlossen, der den Abbau der Kohlen oberhalb der 4. Sohle (400 Metersohle) von Vereinigte Constantin der Große regelte. Außerdem wurde ein Vertrag mit der Zeche Vereinigte Präsident geschlossen, der den Abbau der Kohlen unterhalb der 4. Sohle von Vereinigte Constantin der Große regelte. Im Jahr 1915 wurde die Zeche Rudolph komplett von der Zeche Vereinigte Präsident übernommen.

## Förderung und Belegschaft
Die ersten Förderzahlen des Bergwerks stammen aus dem Jahr 1880, in diesem Jahr wurden 55.874 Tonnen Steinkohle gefördert. Im Jahr 1885 stieg die Förderung auf rund 115.000 Tonnen Steinkohle an. Im Jahr 1890 wurde eine Förderung von 149.421 Tonnen Steinkohle erbracht. Im Jahr 1895 lag die Förderung bei rund 158.000 Tonnen Steinkohle. Die maximale Förderung des Bergwerks wurde im Jahr 1900 erbracht, es wurden 165.473 Tonnen Steinkohle gefördert. Im Jahr 1905 sank die Förderung auf 72.989 Tonnen Steinkohle. Im Jahr 1910 wurden 119.298 Tonnen Steinkohle gefördert. Die letzten bekannten Förderzahlen stammen aus dem Jahr 1912, in diesem Jahr wurden 52.560 Tonnen Steinkohle gefördert.